# Memorbuch

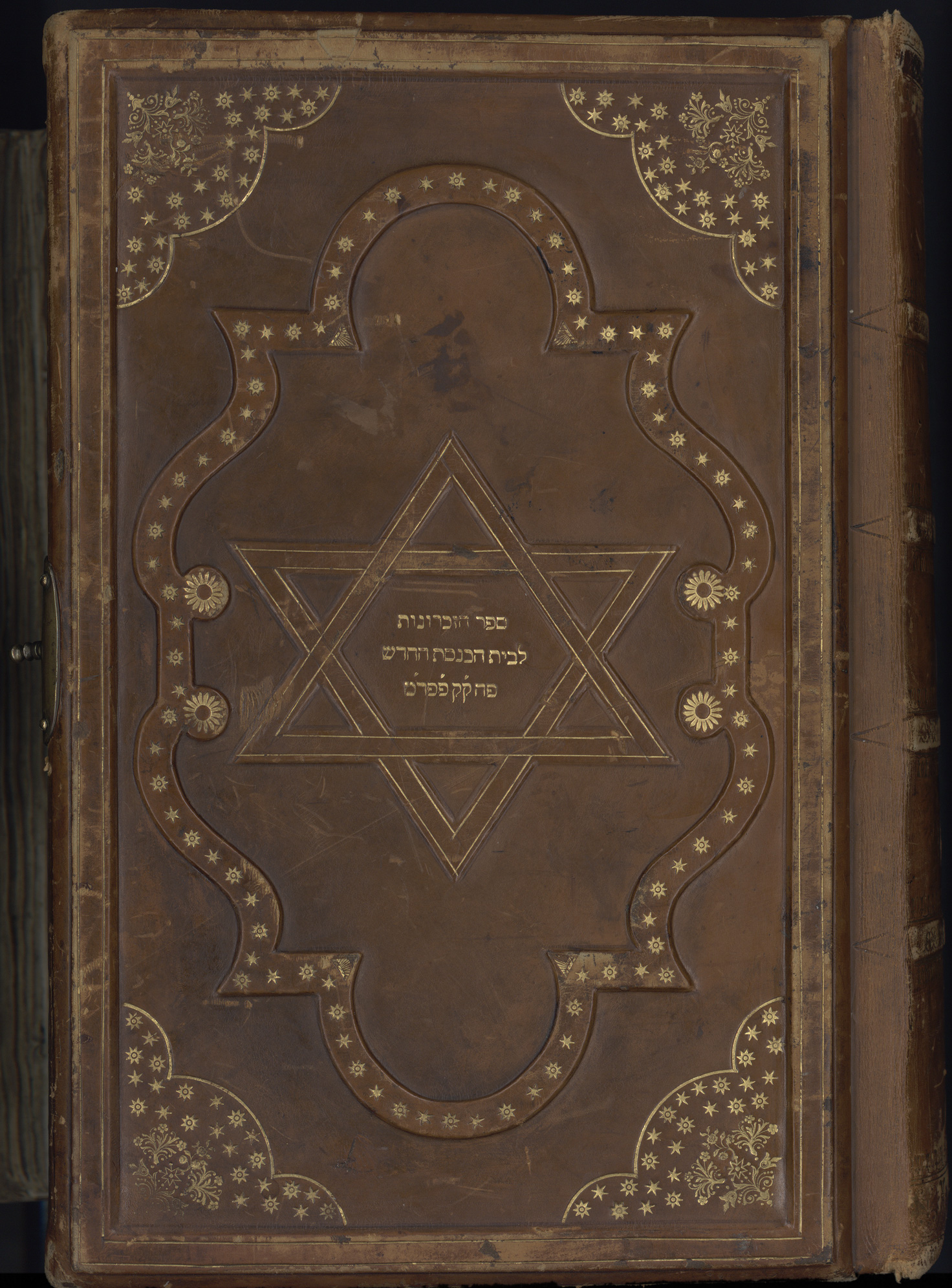
Memorbuch de Frankfurt (Libro de la Memoria). Libro de mártires de la comunidad askenazi de Frankfurt, 1628-1907.

Un Memorbuch o Libro de la memoria es un libro destinado a conservar la memoria de los mártires judíos de una comunidad askenazi. En él se nombraba a cada víctima y a la Kehilá a la cual pertenecía.

Al llegar los cruzados a Jerusalén en el año 1099, aniquilaron a la comunidad judía que se había restablecido allí después de la conquista musulmana. El ataque a los judíos se transformó en algo natural para los cruzados. Cincuenta años después, el reino de Jerusalén fundado por los cruzados, se vio en problemas cuando los celosos monjes de Francia y Alemania propusieron una segunda cruzada. Pero lo único que pudieron hacer fue empobrecer a los de la primera cruzada, despojándolos de sus obligaciones con los prestamistas judíos. En el año 1187 Jerusalén fue conquistada por el sultán Saladino de Egipto, pero a los dos años le siguió la tercera cruzada, pero esta vez de parte de Inglaterra con Ricardo Corazón de León. Y en 1190, la comunidad judía de York afrontó su destino, ya que estaban refugiados en un castillo rodeado por tropas y no había posibilidad de salvación: se mataron mutuamente para no caer en manos de sus victimarios.